# スハイル・アル＝ハッサン
スハイル・アル＝ハッサン(アラビア語: سهيل الحسن,  Suheil al-Hassan, 1970年 - ）はシリア・アラブ共和国の軍人。宗教的にはイスラーム教アラウィー派に属する。シリア国内では「虎」の渾名で呼ばれ、バッシャール・アル＝アサド政権下のシリア軍精鋭部隊特殊戦力師団の指揮官を務めた。旧シリア軍での階級は少将である。
1991年にシリア・アラブ共和国の空軍士官学校を卒業し、シリア空軍と防空司令部の多くの部門で訓練を受け、それらの訓練コースを修了した。 シリア空軍とシリア航空防衛部隊に勤務した後、空軍情報局に入隊し、特殊戦力師団の訓練を担当した。 シリア内戦中、スハイル・アル=ハッサンは、クワイリス軍事空港の解放やアレッポの戦いなど、いくつもの重要な戦闘に従事し指揮した。
彼は内戦の間に現れた著名なシリア軍の指揮官の一人であり、フランスの『ル・モンド』紙は、その功績や知名度から、彼が内戦を生き残れば政界に進出し、いずれはバッシャール・アル＝アサド大統領の後継者候補の一人になる可能性があると主張している。